# Cutelo

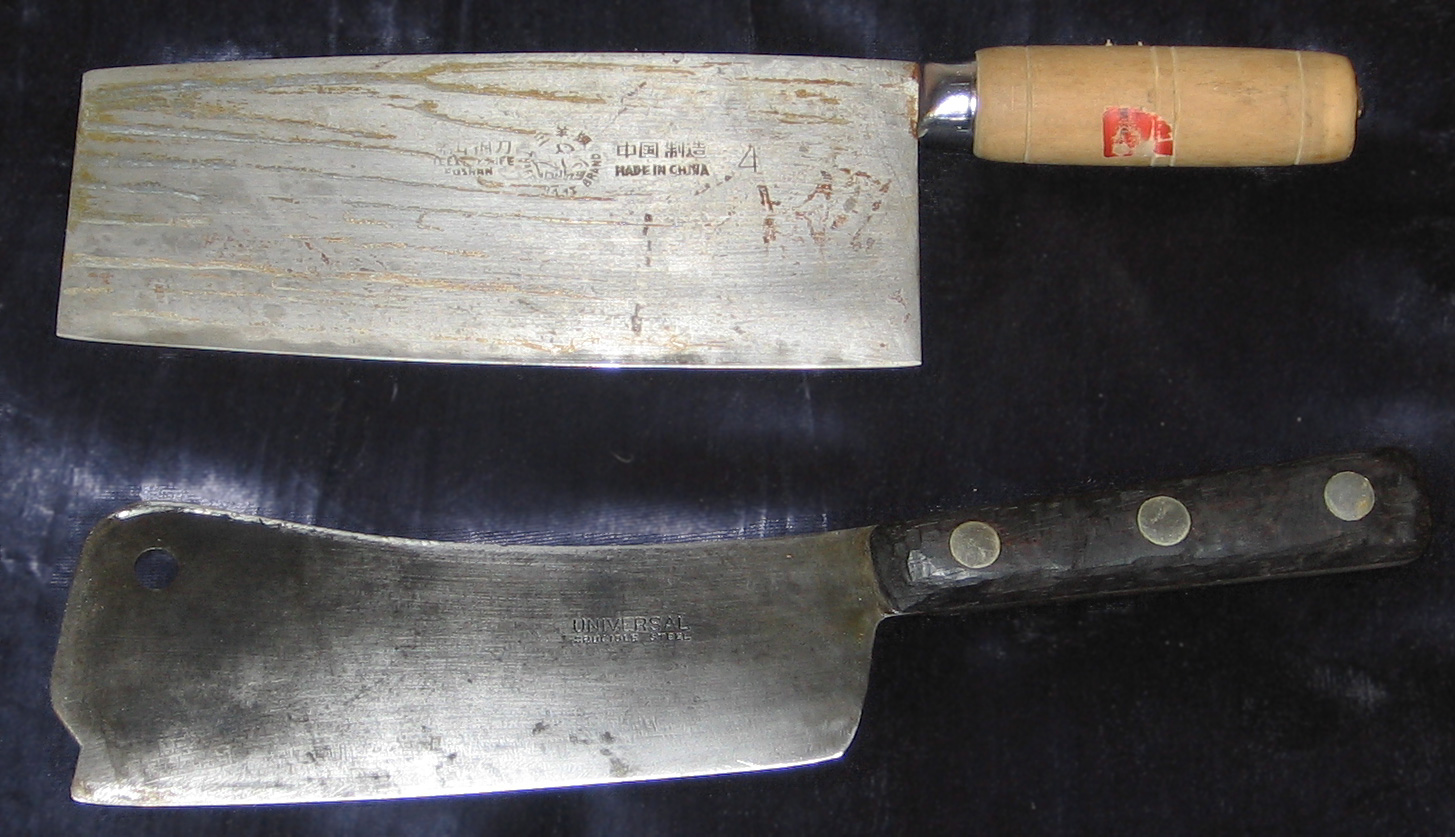
Dois cutelos (chinês e americano).

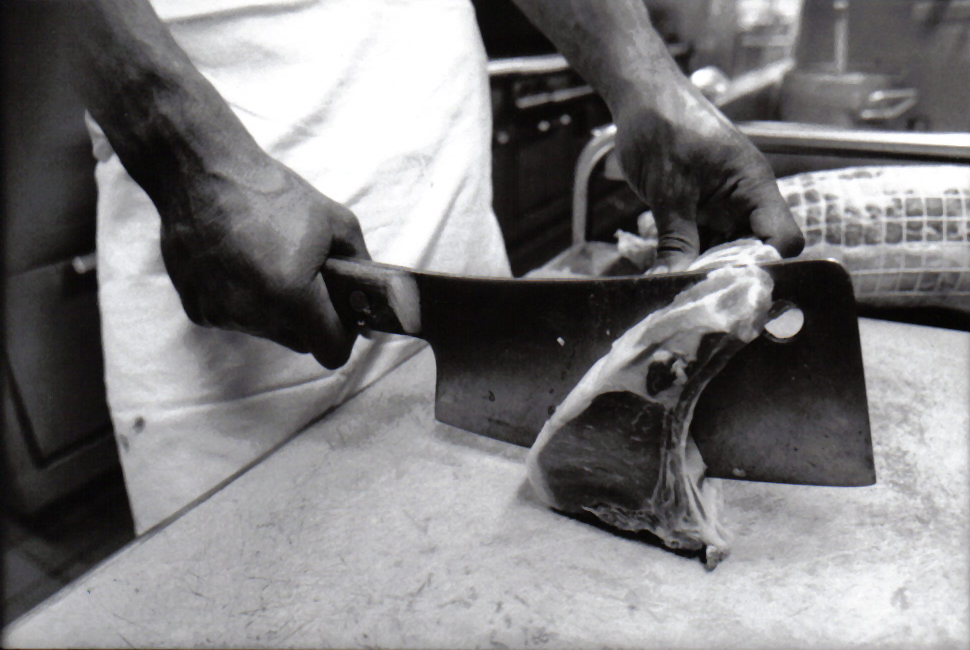
Um cutelo em uso.

O cutelo é uma ferramenta usada atualmente na cozinha e na indústria de abate de animais. Trata-se de uma faca de lâmina retangular com afiação em um dos lados. É bastante eficaz para cortar carnes duras e ossos. No Brasil, o cutelo é conhecido como “faca de açougueiro”, "machadinha" e “facão”. 

## Tipos de cutelo
- Cutelo leve: utilizado para cortar alimentos mais delicados, tais como vegetais e alguns tipos de queijos. É comumente usado na culinária oriental.
- Cutelo de peso médio: mais pesado, é utilizado para picar legumes e carnes. Pode ser usado para moer temperos e carnes e cortar peças grandes de queijo.
- Cutelo pesado: usado para tarefas de cozinha mais pesadas, tais como cortar ossos de animais. A sua utilização requer atenção especial, experiência e habilidade.

## Variações de cutelo
- Cutelo Europeu: é mais robusto, ideal para carnes duras com articulações e músculos. É indicado para situações em que é necessário utilizar mais força. Sua lâmina não é muito afiada, pois a sua função é cumprida através da força exercida sobre o alimento a ser fatiado. Portanto, possui uma lâmina mais espessa e um cabo de madeira ideal para direcionar a aplicação da força.
- Cutelo Chinês: É o oposto do cutelo europeu, tendo em vista que é indicado para cortes que exigem menos força bruta e mais agilidade. Ele é utilizado para cortar legumes, filés e temperos.

## História
A palavra cutelo tem origem no termo em latim cutellus, que significa "faca pequena". O cutelo tem marcado presença na história há muito tempo, começando pelas histórias bíblicas, escritas há mais de 3.500 anos, onde Abraão segura um cutelo enquanto está prestes a matar seu filho (Gênesis 22). 
Na antiga Atenas, os cidadãos temiam um instrumento utilizado para decapitar aqueles que eram sentenciados à morte, e esse instrumento era muito parecido com o cutelo. Em Roma, as sentenças de morte por enforcamento dividiam a popularidade com as decapitações feitas com o cutelo. 
Portanto, o cutelo foi usado por muitos anos como um instrumento de tortura e ameaça devido à sua capacidade de cortar as carnes mais duras e ossos. Todavia, atualmente ele é usado especialmente na culinária, tendo um espaço garantido no preparo de alimentos. 